# 1975 في جنوب إفريقيا
فيما يلي قوائم الأحداث التي وقعت خلال عام 1975 في جنوب أفريقيا.

## سياسة

### تعيين في المنصب
- 30 يوليو – بيك بوتا سفير جنوب إفريقيا لدى الولايات المتحدة [الإنجليزية]‏.

## رياضة
- 1 يناير – حركة احتجاج الماوري
- 1 يناير – مستر أولمبيا 1975 الفائز أرنولد شوارزنيجر.
- 1 مارس – جائزة جنوب أفريقيا الكبرى 1975 الفائز جودي شيكتر.

## مواليد

### يناير
- 1 يناير – جوليا روزا كلارك فنانة جنوب أفريقية.
- 1 يناير – كاثرين سميث فنانة جنوب أفريقية.
- 9 يناير – أندريه فوس لاعب رغبي جنوب أفريقي.
- 29 يناير – نيل كارتر لاعب كركيت جنوب أفريقي.
- 31 يناير – نيفيل غودوين لاعب كرة مضرب جنوب أفريقي.

### مارس
- 27 مارس – بروس جاكوبس لاعب هوكي حقل جنوب أفريقي.
- 31 مارس – ويليام موكوينا لاعب كرة قدم جنوب أفريقي.

### أبريل
- 30 أبريل – ألان كوش

### مايو
- 2 مايو – رامون دي كليمنت مُجدّف جنوب أفريقي.
- 22 مايو – فرانتس كروغر
- 26 مايو – ماكدونالد موكانسي لاعب كرة قدم جنوب أفريقي.
- 31 مايو – ماري واتسون كاتبة جنوب أفريقية.

### يونيو
- 14 يونيو – برادفورد هيو لاعب غولف جنوب أفريقي.
- 20 يونيو – جيمس ويب فنان جنوب أفريقي.
- 23 يونيو – سيبوسيسو زوما لاعب كرة قدم جنوب أفريقي.

### يوليو
- 31 يوليو – أندرو هال لاعب كركيت جنوب أفريقي.

### أغسطس
- 7 أغسطس – تشارليز ثيرون
- 8 أغسطس – جيسون وير سميث لاعب كرة مضرب جنوب أفريقي.
- 17 أغسطس – راسيل فينتر لاعب رغبي جنوب أفريقي.

### سبتمبر
- 1 سبتمبر – جورجينا غرينفيل عارضة جنوب أفريقية.
- 12 سبتمبر – أندريه بوتا لاعب كركيت جنوب أفريقي.
- 21 سبتمبر – زولاني بيتيلو ملاكم جنوب أفريقي.
- 26 سبتمبر – ماريوس كوربيت رامي رمح جنوب أفريقي.

### أكتوبر
- 16 أكتوبر – جاك كاليس لاعب كركيت جنوب أفريقي.
- 31 أكتوبر – تيم هاريل لاعب كرة قاعدة جنوب أفريقي.

### نوفمبر
- 1 نوفمبر – كيرين جوردان لاعب كرة قدم جنوب أفريقي.
- 4 نوفمبر – جوستين وودل ممثلة بريطانية.
- 24 نوفمبر – نيل ماكنزي لاعب كركيت جنوب أفريقي.

### ديسمبر
- 3 ديسمبر – جان هوغو لاعب غولف جنوب أفريقي.
- 14 ديسمبر – كرستن جان لويس نبّالة جنوب أفريقية.
- 17 ديسمبر – تيم كلارك لاعب غولف جنوب أفريقي.
- 22 ديسمبر – نادية براند ممثلة جنوب أفريقية.

## وفيات

### مايو
- 8 مايو – برام فيشر (مواليد 1908) سياسي جنوب أفريقي.

### سبتمبر
- 23 سبتمبر – أيان هنتر (مواليد 1900) ممثل بريطاني.

### نوفمبر
- 11 نوفمبر – مارغريت ليفنس (مواليد 1890) عالمة نبات جنوب أفريقية.